# Bad Friedrichshall
Bad Friedrichshall település Németországban, azon belül Baden-Württembergben. Lakosainak száma 19 964 fő (2023. december 31.).

## Népesség
A település népessége az elmúlt években az alábbi módon változott:
| Lakosok száma | 11 772 | 18 274 | 19 244 | 19 264 | 19 505 | 19 962 | 19 964 |
|               | 1975   | 2014   | 2017   | 2019   | 2021   | 2022   | 2023   |